# Міран Мухаммад-шах II
Міран Мухаммад-шах II (урду میران محمد شاہ دوم; д/н — 1576) — 12-й султан Хандешу у 1566—1576 роках.

## Життєпис
Син Мірана Мубарак-шаха. Посів трон 1566 року. Невдовзі до нього звернувся по допомогу Ітімад Хан, колишній візир Гуджаратського султанату, у боротьбу з Чангіз Ханом, фактичним правителем цього султанату. Але хандеські війська зазнали поразки, внаслідок чого було втрачено важливе місто Нандурпур. За цим Чангіз Хан рушив на Талнер, яке було важливим містом Хандеського султанату. Але за підтримки Берарського султанату вдалося відбити вороже вторгнення та повернути Нандурпур.
Міран Мухаммад-шах II вирішив скористатися успіху й знову висунув давні претензії попередників на Гуджаратський султанат. Проте Чангіз Хану спільно з султаном Музаффар-шахом III в битві біля Ахмедабаді вдалося завдати поразки хандеському війську. За цим намагався втрутитися в справи берарського султанату, але без успіху.
1574 року спільно з Біджапурським і Голкондським султнаатами намагався оскаржити окупацію Берарського султаната ахмеднагарським султаном Муртазою Нізам-шахом I. Але зрештою останній поодинці завдав супротивникам поразки. Найбільше постраждав Міран Мухаммад-шах II, який втратив столицю Бурханпур й опинився обложений у фортеці Асіргарх, де вимушен був визнати зверхність Біджапуру та сплатити данину в 1 млн музаффарі (срібних монет).
Помер від хвороби 1576 року. Трон спадкував його син Хасан-хан.